# Arbonne
Arbonne (tiếng Basque: Arbona) là một xã thuộc tỉnh Pyrénées-Atlantiques trong vùng Aquitaine ở tây nam nước Pháp. Xã này nằm ở khu vực có độ cao trung bình 21 mét trên mực nước biển.
Xã nằm trong tỉnh Labourd.